# Episodi di Ashes to Ashes (seconda stagione)
La seconda stagione della serie televisiva Ashes to Ashes è andata in onda dal 20 aprile all'8 giugno 2009 sul canale BBC One. In Italia è stata trasmessa da Rai 4 dal 1º al 22 aprile 2012.
| nº | Titolo originale                   | Titolo italiano | Prima TV GB    | Prima TV Italia |
| -- | ---------------------------------- | --------------- | -------------- | --------------- |
| 1  | Episode 1 - Found in Soho          | Episodio 1      | 20 aprile 2009 | 1º aprile 2012  |
| 2  | Episode 2 - Reckless Driving       | Episodio 2      | 27 aprile 2009 | 1º aprile 2012  |
| 3  | Episode 3 - Fight for their Rights | Episodio 3      | 4 maggio 2009  | 8 aprile 2012   |
| 4  | Episode 4 - Gene's Queen           | Episodio 4      | 11 maggio 2009 | 8 aprile 2012   |
| 5  | Episode 5 - Blood Staines          | Episodio 5      | 18 maggio 2009 | 15 aprile 2012  |
| 6  | Episode 6 - Truth Canal            | Episodio 6      | 25 maggio 2009 | 15 aprile 2012  |
| 7  | Episode 7 - Traitor                | Episodio 7      | 1º giugno 2009 | 22 aprile 2012  |
| 8  | Episode 8 - Who Am I, Really?      | Episodio 8      | 8 giugno 2009  | 22 aprile 2012  |

## Episodio 1
- Titolo originale: Episode 1 - Found in Soho
- Diretto da: Catherine Morshead
- Scritto da: Ashley Pharoah

### Trama
Un agente di polizia viene trovato morto in uno strip club. Gene sospetta che l'agente Sean Irvine sia stato corrotto ma il team diretto da Alex ipotizza che l'assassino sia un poliziotto.

## Episodio 2
- Titolo originale: Episode 2 - Reckless Driving
- Diretto da: Catherine Morshead
- Scritto da: Matthew Graham

## Episodio 3
- Titolo originale: Episode 3 - Fight for their Rights
- Diretto da: Ben Bolt
- Scritto da: Nicole Taylor

## Episodio 4
- Titolo originale: Episode 4 - Gene's Queen
- Diretto da: Ben Bolt
- Scritto da: Ashley Pharoah

## Episodio 5
- Titolo originale: Episode 5 - Blood Staines
- Diretto da: Philip John
- Scritto da: Julie Rutterford

## Episodio 6
- Titolo originale: Episode 6 - Truth Canal
- Diretto da: Philip John
- Scritto da: Jack Lothian

## Episodio 7
- Titolo originale: Episode 7 - Traitor
- Diretto da: Catherine Morshead
- Scritto da: Mark Greig

## Episodio 8
- Titolo originale: Episode 8 - Who Am I, Really?
- Diretto da: Catherine Morshead
- Scritto da: Matthew Graham